# James Lassche
James Lassche (ur. 31 sierpnia 1989 r. w Darfield) – nowozelandzki wioślarz.

## Osiągnięcia
- Mistrzostwa Świata Juniorów – Pekin 2007 – ósemka – 2. miejsce[1].
- Mistrzostwa Świata – Poznań 2009 – czwórka bez sternika wagi lekkiej – 16. miejsce[1].